# Vama Bran
Vama Bran este un ansamblu de monumente istorice aflat pe teritoriul satului Bran, comuna Bran. În Repertoriul Arheologic Național, monumentul apare cu codul 40642.03.
Ansamblul este format din următoarele monumente:
- Vama Branului (cod LMI BV-II-m-B-11612.01)
- Incinta medievală (fragmente) (cod LMI BV-II-m-B-11612.02)
- Capela Inima Reginei Maria (cod LMI BV-II-m-B-11612.03)